# ایمی کادی
امی کادی (انگلیسی: Amy Cuddy؛ زادهٔ ۱۹۷۲) روان‌شناسی اجتماعی اهل ایالات متحده آمریکا است.
وی همچنین برندهٔ جوایزی همچون ۱۰۰ زن بی‌بی‌سی شده‌است.

## زندگی‌نامه
اِمی کادی را در بیرون فضای دانشگاهی بیشتر به خاطر سخنرانی او که در سایت تد منتشر شده می‌شناسند و شاید یکی از علت‌های اینکه در مقایسه با همکاران خود، از اقبال عمومی بالاتری هم برخوردار است همین باشد. مشهورترین کار مطالعاتی او، به عنوان Power Posing یا ژست قدرت است.
به این معنا که اگر ما در ظاهر، فرم بدن و ژست‌ها و حالت خود را مشابه فردی که اعتماد به نفس بالایی دارد و در موضع قدرت است و نسبت به محیط تسلط دارد قرار دهیم، فیزیولوژی بدن ما و حتی ترشحات هورمونی ما و در نهایت برداشت ذهنی ما نسبت به خودمان هم تغییر می‌کند.
امی کادی بر اساس همین مطالعات و تحقیقات مشابه، در سال ۲۰۱۵ کتابی تحت عنوان Presence هم منتشر کرد که به اصول و تکنیک‌های حضور موثرتر در جلسات می‌پردازد.